# Sinosticta hainanense
Sinosticta hainanense är en trollsländeart som beskrevs av Wilson och Reels 2001. Sinosticta hainanense ingår i släktet Sinosticta och familjen Platystictidae. Inga underarter finns listade i Catalogue of Life.